# Ladislav Iván
Ladislav Iván, též László Iván (* 2. ledna 1953 Veľké Slemence), je bývalý československý politik ze Slovenska maďarské národnosti a bezpartijní poslanec Sněmovny národů Federálního shromáždění za normalizace. Po roce 1989 maďarský menšinový aktivista, člen SMK a její místní i regionální politik.

## Biografie
K roku 1981 se profesně uvádí jako odborný učitel. Ve volbách roku 1981 zasedl do slovenské části Sněmovny národů (volební obvod č. 136 - Moldava nad Bodvou, Východoslovenský kraj). Ve Federálním shromáždění setrval do konce funkčního období, tedy do voleb roku 1986.
Na kandidátní listině Strany maďarské koalice pro slovenské parlamentní volby roku 2002 figuruje Ing. Ladislav Iván, věk 49 let, profesí zemědělský inženýr, bydliště Moldava nad Bodvou. V letech 2005–2009 byl zastupitelem Košického kraje za SMK a člen komise cestovního ruchu a přeshraniční spolupráce a komise pro hospodaření s majetkem KSK. Působil i jako místostarosta Moldavy nad Bodvou, kde žije od roku 1979.